# Кабанов Олексій
Олексій (Олекса Лаврський) Кабанов (1971 р.н.) — український композитор і музикант (мультиінструменталіст), відомий перш за все як майстер і виконавець музики в автентичній формі. 
Він є членом творчого об’єднання «Кобзарський цех», що об’єднує виконавців, які грають на традиційних музичних народних інструментах. Він колекціонує, а також самостійно виготовляє рідкісні та старовинні музичні інструменти (цимбали, колісна ліра, сантур, танбур). Іншим напрямком творчої діяльності Кабанова є освоєння музичної культури Сходу. Він володіє різними стилями гри на таких інструментах, як саз, сітара, сарод, сантур, рубаб, кобза, танбур, тамбуриця, дуда та ін. Творча задача Олексія полягає не тільки в реконструкції оригінальних творів, але й у пошуку нових зв'язків між культурами Сходу і Заходу, а також у створенні нових напрямків у музиці.
Олексій Кабанов бере участь у реконструкції старовинних інструментів не лише Київського кобзарського цеху. З 2005 року співпрацює з німецьким лірникомі майстром народних інструментів Куртом Райхманном, реконструюючи старовинний інструмент органіструм і його репертуар.
Співпрацює з групою «Er.J.Orchestra».

## Дискографія
- 2004 — «Амбрелія. Поліфонічна колісна ліра»
- 2005 — «Долина муз»
- 2007 — «Вітер зі Сходу»
- 2011 — «Над хвилями»
- 2012 — «Віяння часів»
- 2013 — «Нічна райдуга»